# Rettungsdienstliche Einsatzkleidung

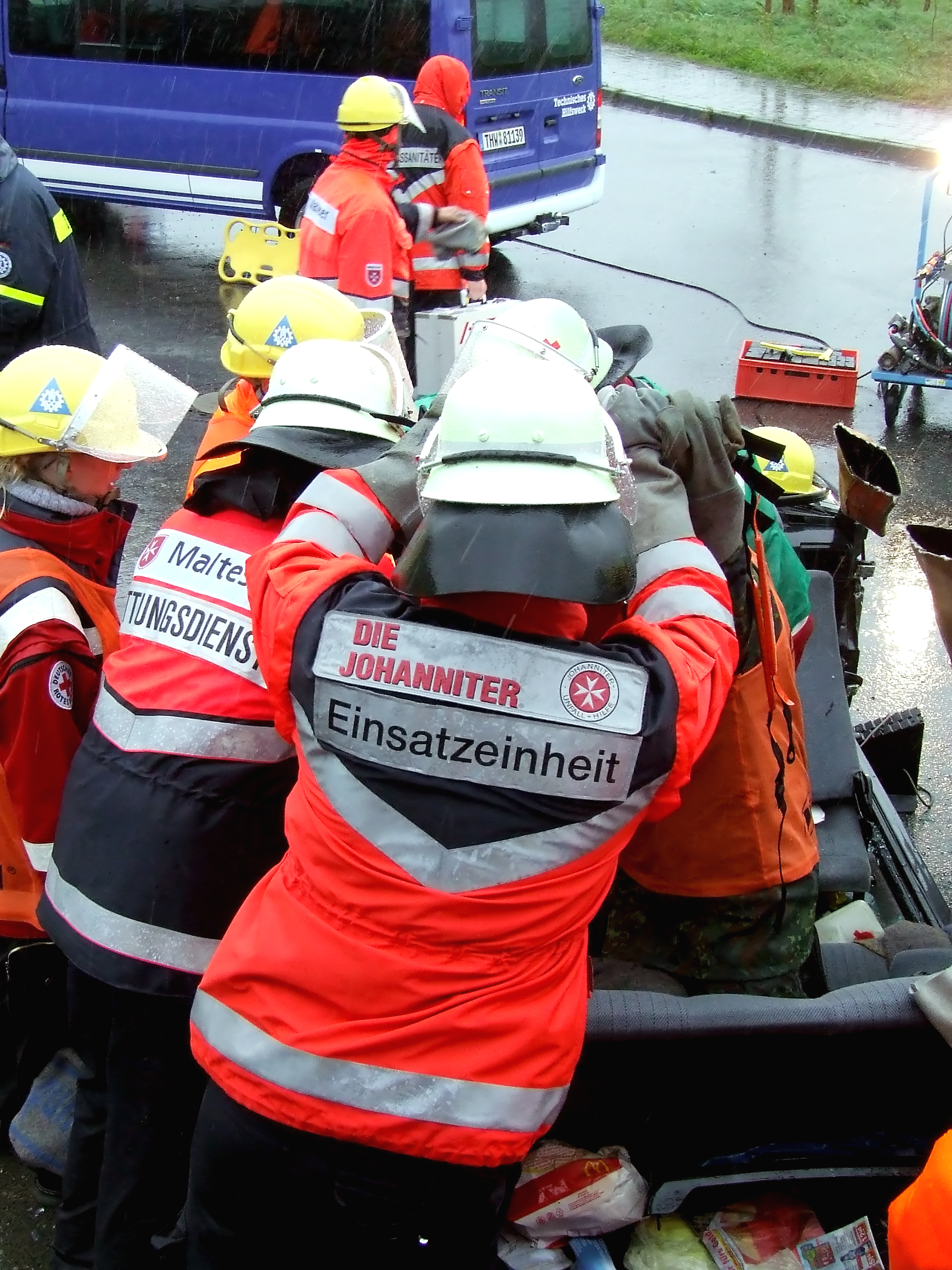
Mitglieder verschiedener Organisationen und ihre jeweilige Einsatzbekleidung

Die Rettungsdienstliche Einsatzkleidung dient sowohl dem Eigenschutz als auch der Erkennbarkeit der Mitarbeiter im Rettungsdienst.
Bedingt durch die Vielzahl der rettungsdienstlichen Organisationen gibt es einen großen Variantenreichtum der Einsatzkleidungen. Form und Aussehen der rettungsdienstlichen Einsatzkleidung sind in diversen Normen vorgeschrieben.
Die Materialqualität der Rettungsdienstkleidung muss für häufige Reinigung und Desinfektion ausgelegt sein, da teilweise aggressive Chemikalien verwendet werden. Es gibt verschiedene Waschverfahren, die durch das Robert Koch-Institut (RKI) oder die Deutsche Gesellschaft für Hygiene und Mikrobiologie (DGHM) entwickelt wurden.

## Oberbekleidung
Die durch den Mitarbeiter zu tragende Oberbekleidung ist in der Regel in den Dienstanweisungen der lokalen Verbände der jeweiligen Organisation festgeschrieben. In der Vergangenheit war eine weiße Einsatzkleidung, bestehend aus Hose und Kasak, Polohemd oder Pullover, sehr verbreitet. Diese weiße Kleidung ist kochfest, bleicht nicht aus und macht das Erkennen von Flecken einfacher. Die Praxistauglichkeit der weißen Einsatzkleidung ist jedoch umstritten, da der Rettungsdienstmitarbeiter meist nicht in einer sauberen Umgebung, sondern viel im Freien oder in teilweise stark verschmutzten Wohnungen arbeitet. So kann es innerhalb kurzer Zeit zu einer starken Verschmutzung der Einsatzkleidung kommen, insbesondere wenn diese aus einfacher Baumwolle gefertigt ist. Daher sind viele Rettungsdienste dazu übergegangen, Einsatzkleidung, insbesondere die Hosen, in blau oder rot auszuführen und aus schmutz- und feuchtigkeitsabweisenden Materialien zu fertigen. Meist sind die Einsatzhosen außerdem mit zusätzlichen Taschen am Bein versehen, um einen besseren funktionellen Nutzen zu erzielen.

## Jacken
Die Jacken des Rettungsdienstes sollen den Träger vor Witterungseinflüssen schützen und eine Warnwirkung im Verkehrsraum ausüben.
Sie sind aus wetterfesten Funktionsmaterialien gefertigt, da sie nach DIN EN 343 einen Schutz vor Regen bieten müssen. Es gilt auch die DIN EN 340 „Schutzkleidung, allgemeine Anforderung“. Die Jacken sollten eine Warnwirkung gemäß DIN EN 471 Klasse 2 haben. Diese Warnwirkung kann aber auch durch eine Warnweste erreicht werden, die bei Arbeiten im Straßenverkehr zusätzlich angezogen wird. Die Jacken müssen mindestens die Brennklasse S-e der DIN 66083 erfüllen.
Zugelassene Farben des textilen Hintergrundmaterials gemäß DIN EN 471 Tabelle 2 sind ausschließlich Tagesleuchtfarben:
- Fluoreszierendes Orange-Rot
- Fluoreszierendes Rot
- Fluoreszierendes Gelb

Rettungsdienstjacken verfügen über viele Taschen, um Material am Körper zu verstauen. Meist sind sie mit Klettflächen für organisationseigene Zwecke versehen, etwa zum Anbringen von Namensschildern oder Funktionsbezeichnungen. Häufig sind auch Schulterklappen zum Anbringen von Rangabzeichen vorhanden. Teilweise werden organisationseigene Logos bereits bei der Herstellung aufgenäht oder sogar in die Warnwirkung der Jacke integriert, indem sie aus Reflexionsmaterial nachgebildet werden.

## Schuhe
Im Rettungsdienst sind Sicherheitsschuhe zu tragen. Die Ausführung kann nach den Vorschriften der DIN EN 345 „Sicherheitsschuhe für den gewerblichen Gebrauch“ oder der DIN EN 347 „Berufsschuhe für den gewerblichen Gebrauch“ erfolgen.

## Helm
Der Schutz des Kopfes, insbesondere gegen Anstoßen, erfolgt in der Regel durch einen Feuerwehrhelm gemäß DIN EN 443 mit Kinnriemen, Gesichts- und Nackenschutz. Erlaubt wäre aber auch ein Industrieschutzhelm nach DIN EN 397 mit entsprechender Ausstattung.

## Handschuhe
Zum Schutz der Hände vor Infektionen sind Einmalhandschuhe gemäß DIN EN 455 vorgesehen. Häufig stehen auch schnitt- bzw. stichfeste Schutzhandschuhe zur Verfügung.